# 가스켈가짜문둥이박쥐
가스켈가짜문둥이박쥐(Hesperoptenus gaskelli)는 애기박쥐과에 속하는 박쥐의 일종이다. 인도네시아에서만 발견된다. 서식지 감소로 멸종 위협을 받고 있다.

## 특징
전체 몸길이가 90~101mm인 작은 박쥐로 전완장은 40.1mm, 꼬리 길이는 36~41mm, 발 길이는 10mm이다. 귀 길이는 12~18mm이고 몸무게는 최대 15g이다. 몸은 전체적으로 짙고 거무스레한 갈색을 띤다. 주둥이는 평평하고 넓다.

## 생태
먹이는 곤충이다.

## 분포 및 서식지
술라웨시섬 중부의 일부 지역에서만 알려져 있다. 해발 최대 750m 이내의 숲 가장자리 지역에서 서식하는 것으로 추정된다.